# Angela Slatter
Angela Slatter es una escritora australiana. Trabaja principalmente en el campo de la ficción especulativa, la literatura fantástica y el terror y ha publicado principalmente cuentos y novelas. 

## Educación
Slatter vive en Brisbane, Australia, se graduó de Clarion South en 2009 y del Tin House Summer Writers Workshop en 2006. Tiene una maestría y un doctorado en escritura creativa. En 2013 recibió una de las primeras becas para escritores de Queensland.   
Ocasionalmente enseña escritura creativa en la Universidad Tecnológica de Queensland.

## Obra
Los cuentos de Angela Slatter han aparecido en antologías y revistas en Australia y otros países, por lo que ha sido nominada en tres ocasiones al Premio Aurealis al Mejor Cuento Fantástico  y al premio Ditmar.  
es autora de diez recopilatorios de relatos e historias cortas, de novelas negras con elementos sobrenaturales (Vigil, Corpselight y Restoration) y de las novelas góticas El rumor de los huesos y The path of Thorns, ambas ambientadas en el mundo de algunos de sus recopilatorios de historias cortas. Slatter ha colaborado, además, con Mike Mignola en Castle full of Blackbirds, un cómic que ha visto la luz en julio de 2023.

## Recepción
Las obras de Slatter han sido bien recibidas. Ha recibido elogios de Publishers Weekly por su "prosa evocadora y poética" en Sourdough & Other Stories,  y su escritura obtuvo comentarios similares de Jeff Vandermeer, quien la describió como "brillante, musculosa y original".  En particular, Slatter ha recibido elogios de la crítica por su estilo de volver a contar o "recargar" cuentos de hadas.      
Ha ganado un premio World Fantasy, un premio British Fantasy, un Shirley Jackson, un Ditmar, tres premios Australian Shadows y ocho premios Aurealis y su obra ha sido traducida a multitud de idiomas.

## Libros en español
- La biblia de Bosque Amargo (Dilatando Mentes, 2024)
- De conjuros y otras penas (Duermevela, 2022)
- La quinta bruja (Duermevela, 2024)
- El rumor de los huesos (Minotauro, 2023)
- Masa madre y otras historias (Dilatando Mentes, 2021)